# Transtorno de personalidade evitativa
Transtorno de personalidade evitativa é um transtorno de personalidade do grupo C caracterizado por ansiedade e inibição social excessivas, medo de intimidade (apesar de um desejo intenso por ela), sentimentos severos de inadequação e de inferioridade e uma dependência excessiva na evitação de estímulos temidos (por exemplo, isolamento social autoimposto) como um mecanismo de enfrentamento mal-adaptativo. Os afetados geralmente apresentam um padrão de extrema sensibilidade à avaliação negativa e à rejeição, uma crença de que se é socialmente inepto ou pessoalmente desagradável para os outros e evitação da interação social, apesar de um forte desejo por ela. Parece afetar um número aproximadamente igual de homens e mulheres.
Pessoas com esse transtorno geralmente evitam interações sociais por medo de serem ridicularizadas, humilhadas, rejeitadas ou odiadas. Geralmente evitam se envolver com outras pessoas, a menos que tenham certeza de que não serão rejeitadas, e também podem abandonar relacionamentos preventivamente devido ao medo de um risco real ou imaginário de serem rejeitadas pela outra parte.
A negligência emocional na infância (em particular, a rejeição de uma criança por um ou ambos os pais) e a rejeição do grupo de pares estão associadas a um risco aumentado para o seu desenvolvimento; no entanto, é possível que o transtorno ocorra sem qualquer histórico notável de abuso ou negligência.